# Kad nas nitko ne vidi
Kad nas nitko ne vidi (špa. Cuando nadie nos ve)  je nadolazeća španjolska serija bazirana na istoimenom romanu Sergia Sarrije. Ovo je prva serija španjolske produkcije najavljena za Warner Bros.
Serija će biti prikazana 7. ožujka 2025. na Maxu.

## Radnja
Lokalna španjolska policajka Lucía Gutierrez i američka vojna poručnica Magaly Castillo udružuju snage kako bi razotkrile dva zagonetna slučaja.
U španjolskom gradiću Morón de la Frontera, narednica Lucía Gutierrez istražuje moguću povezanost između neobičnog samoubojstva školskog učitelja i niza neobjašnjivih događaja tijekom prve procesije Velikog tjedna. Istovremeno, specijalna agentica američke vojske Magaly Castillo stiže u obližnju bazu američkih zračnih snaga s misijom da istraži nestanak vojnika koji je imao vezu s brigadnim generalom Seamusom Hoopenom. Kako istrage napreduju, postaje jasno da su dva slučaja isprepletena na neočekivane načine. Lucía i Magaly moraju surađivati i vjerovati jedna drugoj kako bi otkrile složenu istinu.

## Glumačka postava
- Maribel Verdú kao Lucía Gutiérrez
- Mariela Garriga kao Magaly Castillo
- Austin Amelio kao Andrew Taylor
- Dani Rovira
- Abril Montilla
- Lucía Jiménez
- Numa Paredes
- María Alfonsa Rosso
- Eloy Azorín
- Virgina de Morata
- Carlos Beluga
- Lorca Prada
- Ana María Vivancos
- Ben Temple

## Produkcija
HBO Max je 27. lipnja 2023. objavio da razvija adaptaciju serije romana Sergia Sarrije „Cuando nadie nos ve“, koju će producirati Zeta Studios. Ovoo je prva serija španjolske produkcije najavljena za Warner Bros. Snimanje je započelo u veljači 2024. u Madridu pod redateljskom palicom Enriquea Urbizua. U travnju 2024. snimanje serije preselilo se u Morón de la Frontera, grad u kojem je serija smještena, gdje se snimanje i završilo u svibnju 2024. Neke su scene snimljene i na drugim lokacijama u Andaluziji.

## Vanjske poveznice
- Službena stranica
- Kad nas nitko ne vidi u internetskoj bazi filmova IMDb-a